# Cuetzala del Progreso
Cuetzala del Progreso est une localité et le siège de la municipalité de Cuetzala del Progreso, dans l'état de Guerrero, au sud-ouest du Mexique.
Le village obtient en 2021 le label Meilleurs villages touristiques de l'Organisation mondiale du tourisme.